# Úmluva o regulaci aktivit při využívání nerostných surovin Antarktidy
Úmluva o regulaci aktivit při využívání nerostných surovin Antarktidy (Convention on the Regulation of Antarctic Mineral Resource Activities) je směrnice, která je součástí Antarktického smluvního systému. Podepsána byla 2. června 1988, nikdy však nevstoupila v platnost. V roce 1991 byla nahrazena Protokolem o ochraně životního prostředí ke Smlouvě o Antarktidě. Účelem úmluvy byla ochrana životního prostředí Antarktidy a populací zvířat i rostlin, ohrožených případnou budoucí exploatací zdrojů nerostných surovin.

## Obsah smlouvy
- Preambule - úmluva vzniká k ochraně nerostných zdrojů, které mohou v Antarktidě existovat a ve snaze zabránit nadměrné těžbě těchto surovin, což by mohlo výrazně poškodit jedinečné přírodní prostředí Antarktidy
- Článek 1 - definice Smlouvy o Antarktidě a dalších úmluv, smluvních stran, nerostných surovin a jiných pojmů
- Článek 2 - úmluva je součástí Antarktického smluvního systému a má zajistit úměrné využití nerostného bohatství Antarktidy v souladu s tímto systémem
- Článek 3 - je zakázáno využití nerostných surovin Antarktidy mimo tuto úmluvu
- Článek 4 - rozhodnutí o využití zdrojů nerostných surovin Antarktidy musí být založeno na informacích o možných dopadech na antarktické přírodní prostředí (ovzduší, voda, půda, populace původních druhů zvířat a rostlin, krajina); bez těchto informací nesmí být zdroje využívány; získávání surovin může probíhat až po zajištění takových postupů, které nemají výrazný dopad na přírodní prostředí a jejichž vliv na životní prostředí je možné kontrolovat
- Článek 5 - úmluva zahrnuje oblast jižně od 60. rovnoběžky jižní šířky (včetně dna hlubokých moří)
- Článek 6 - je podporována mezinárodní spolupráce při využívání nerostných surovin
- Článek 7 - všechny smluvní strany zajistí dodržování této úmluvy a zamezí využívání nerostných surovin v rozporu s touto úmluvou
- Článek 8 - provozovatel podniku, který využívá nerostné zdroje Antarktidy je povinen zamezit poškození přírodního prostředí, za případné škody je zodpovědný a musí je úměrně nahradit (výjimkou jsou škody způsobené přírodní katastrofou, sabotáží, ozbrojeným konfliktem apod.)
- Článek 9 - ustanovení této úmluvy nemohou tvořit základ pro nároky na územní svrchovanost v Antarktidě
- Článek 10 - všechny smluvní strany zajistí využívání nerostných surovin v souladu s Antarktickým smluvním systémem
- Článek 11 - všechna zařízení, personál i vybavení, sloužící k využívání nerostných surovin v Antarktidě podléhají možnosti inspekce podle Smlouvy o Antarktidě
- Článek 12 - všechna zařízení, personál i vybavení, sloužící k využívání nerostných surovin v Antarktidě mohou být kdykoliv kontrolována pozorovateli Komise zdrojů nerostných surovin Antarktidy
- Článek 13 - využívání zdrojů nerostných surovin je zakázáno v prostoru chráněných oblastí nebo míst zvláštního vědeckého zájmu
- Článek 14 - tato úmluva nediskriminuje jakoukoliv smluvní stranu či provozovatele
- Článek 15 - využívání zdrojů nerostných surovin musí respektovat jiné využívání Antarktidy, zejména provoz vědeckých stanic, vědecký výzkum Antarktidy, zachování živých mořských zdrojů, cestovní ruch, zachování uměleckých i historických památek a navigaci
- Článek 16 - všechny získané informace musí být volně k dispozici
- Článek 17 - veškeré informace budou poskytovány výkonnému tajemníkovi, který je rozešle podle potřeby
- Článek 18 - Článek 36 - ustanovení, týkající se jednotlivých institucí (zřízení Komise zdrojů nerostných surovin Antarktidy, Vědeckého, technického a environmentálního poradního výboru, Regulačního výboru zdrojů nerostných surovin Antarktidy; funkce, řád, volení zástupci, jednací jazyky a finanční předpisy těchto institucí)
- Článek 37 - Článek 38 - prospekce nerostných surovin musí probíhat v souladu s touto úmluvou; prospekce nedává žádnému provozovateli práva na antarktické zdroje nerostných surovin
- Článek 39 - Článek 54 - ustanovení, týkající se průzkumu zjištěných zdrojů nerostných surovin (schvalování a vytyčování konkrétních oblastí průzkumu, povolení a zrušení průzkumu)
- Článek 55 - Článek 59 - ustanovení, týkající se řešení sporů
- Článek 60 - Článek 67 - závěrečná ustanovení (podpis, ratifikace, vstup v platnost, změny, odstoupení od úmluvy, uložení)